# Adam Sosnowski
Adam Sosnowski (geb. 1988 in Krakau) ist ein polnisch-österreichischer Buchautor, Übersetzer und Doktor der Geisteswissenschaften. Er wurde insbesondere durch seine Biografie über Papst Leo XIV. sowie durch seine redaktionelle Tätigkeit für die Zeitschrift WPiS bekannt.

## Leben
Adam Sosnowski wurde 1988 in Krakau geboren. Im Jahr 2012 schloss er ein Studium der Germanistik an der Jagiellonen-Universität in Krakau ab. Bereits ab 2008 war er als freier Mitarbeiter für die Tageszeitung Dziennik Polski tätig. Ab 2013 schrieb er zudem regelmäßig für mehrere polnische Print- und Onlinemedien.
Sosnowski ist seit 2011 Chefredakteur der polnischen Monatszeitschrift WPiS (Wiara, Patriotyzm i Sztuka – Glaube, Patriotismus und Kunst).
Am 20. Dezember 2023 wurde Sosnowski an der Jagiellonen-Universität zum Doktor der Geisteswissenschaften promoviert. Seine Dissertation trägt den Titel „Das Polenbild im Werk von Martin Pollack - zwischen Berichterstattung und Fiktion“ und erschien 2025 auch in Buchform.

## Werk
Adam Sosnowski ist Autor mehrerer Bücher zu politischen, biografischen und kirchlichen Themen. Darüber hinaus übersetzte er zahlreiche Werke aus dem Polnischen ins Deutsche, insbesondere im Bereich der Religions- und Zeitgeschichte.
Seine Bücher Pamiętnik konklawe (2013) und Franciszek. Prawdziwa historia życia (2014) wurden von der polnischen Nationalbibliothek und der Zeitschrift Magazyn Literacki KSIĄŻKI jeweils als „Buch des Monats“ ausgezeichnet.
Im Dezember 2017 gab er die Anthologie Karol Wojtyła. Noc Wigilijna heraus, in der bislang unbekannte Predigten und Reden von Kardinal Karol Wojtyła (dem späteren Papst Johannes Paul II.) aus den 1970er Jahren erstmals publiziert wurden. Für diese Edition erhielt Sosnowski die Auszeichnung „Buch des Jahres 2017“.
Im Jahr 2025 veröffentlichte er mit Leon XIV. Biografia ilustrowana eine der weltweit ersten Biografien über den neuen Papst Leo XIV. (Robert Francis Prevost). Seine YouTube-Reportagen und Beiträge rund um das Konklave 2025 erreichten mehrere Hunderttausend Zuschauer.

## Auswahl an Veröffentlichungen

### Als Autor
- Bieg życia Justyny (mit Andrzej Stanowski), Biały Kruk, Krakau 2010, ISBN 978-83-7553-083-4.
- Zuzanna Kurtyka: Sumienie i polityka, Biały Kruk, 2011, ISBN 978-83-7553-121-3.
- Pamiętnik konklawe 2013, Biały Kruk, 2013, ISBN 978-83-7553-147-3.
- Franciszek. Prawdziwa historia życia, Biały Kruk, 2014, ISBN 978-83-7553-155-8.
- Polskość jest przywilejem, Biały Kruk, 2016, ISBN 978-83-7553-219-7.
- Karol Wojtyła. Noc Wigilijna (Hrsg.), Biały Kruk, 2017, ISBN 978-83-7553-238-8.
- Chluba i zguba. Antologia najnowszej publicystyki patriotycznej, Biały Kruk, 2020, ISBN 978-83-7553-307-1.
- Leon XIV. Biografia ilustrowana, Biały Kruk, 2025, ISBN 978-83-7553-432-0.
- Das Polenbild im Werk von Martin Pollack. Zwischen Berichterstattung und Fiktion, Peter Lang, 2025, ISBN  978-36-3192-132-6.

### Als Übersetzer (Auswahl)
- Władysław Bartoszewski, Verlassene Helden des Warschauer Aufstands, Krakau: Biały Kruk, 2008, ISBN 978-83-7553-023-0.
- Śladami Chrystusa (2007)
- Częstochowa. Jasna Góra (2009)
- Chwała Grunwaldu (2010)
- Waldemar Bzura, Warmia i Mazury (2011)
- Polska. Panoramy (2011)
- Łagiewniki. Szansa dla Świata (2012)
- Tausendjähriges Krakau (2014)
- Die Apostel der Göttlichen Barmherzigkeit (2016)
- Andrzej Nowak: Die Geschichte Polens (2023)

### Auszeichnungen
- Buch des Monats (Książka Miesiąca) für Pamiętnik konklawe (2013)
- Buch des Monats für Franciszek. Prawdziwa historia życia (2014)
- Buch des Jahres (Książka Roku) für Karol Wojtyła. Noc Wigilijna (2017)
- Kleiner Phönix (Mały Feniks) für seine redaktionelle Arbeit am Magazin WPiS (2018)